# Llista d'episodis de Dexter
A continuació els episodis per temporada de Dexter, sèrie de televisió estatunidenca emesa pel canal de cable Showtime. A Espanya és emesa per Cuatro.

## Temporada
| Temporades | Temporades  | Episodis | Llançaments | DVD Llançament   | DVD Llançament       | DVD Llançament     | DVD Llançament |
| Temporades | Temporades  | Episodis | Llançaments | Regió 1          | Regió 2              | Regió 4            |                |
| ---------- | ----------- | -------- | ----------- | ---------------- | -------------------- | ------------------ | -------------- |
|            | Temporada 1 | 12       | 2006        | 21 d'agost, 2007 | 19 de maig, 2008     | 14 de febrer, 2008 |                |
|            | Temporada 2 | 12       | 2007        | 19 d'agost, 2008 | 22 de setembre, 2008 | 21 d'agost, 2008   |                |
|            | Temporada 3 | 12       | 2008        | 2009             | 2009                 | 2009               |                |

### Primera Temporada
| No.  | Prod. # | Títol en castellà               | Títol en anglès           | Emissió a Estats Units | Emissió a Espanya    | Audiències a Espanya |
| ---- | ------- | ------------------------------- | ------------------------- | ---------------------- | -------------------- | -------------------- |
| 1x01 | 01      | Dexter                          | Dexter                    | 1 d'octubre de 2006    | 25 de juny de 2008   | 1.622.000 (9,5%)     |
| 1x02 | 02      | Cocodrilo                       | Crocodile                 | 8 d'octubre de 2006    | 25 de juny de 2008   | 1.378.000 (12,2%)    |
| 1x03 | 03      | Resquebrajando a Cherry         | Popping Cherry            | 15 d'octubre de 2006   | 2 de juliol de 2008  | 1.507.000 (9,2%)     |
| 1x04 | 04      | Vamos a echar una mano al chico | Let's Give the Boy a Hand | 22 d'octubre de 2006   | 2 de juliol de 2008  | 1.445.000 (11,1%)    |
| 1x05 | 05      | Amor al estilo americano        | Love American Style       | 29 d'octubre de 2006   | 10 de juliol de 2008 | 804.000 (5,7%)       |
| 1x06 | 06      | Devuélvase al remitente         | Return to Sender          | 5 de novembre de 2006  | 10 de juliol de 2008 | 1.208.000 (11,4%)    |
| 1x07 | 07      | Círculo de amigos               | Circle of Friends         | 12 de novembre de 2006 | 17 de juliol de 2008 | 965.000 (6,5%)       |
| 1x08 | 08      | Secreto de psiquiatra           | Shrink Wrap               | 19 de novembre de 2006 | 17 de juliol de 2008 | 1.030.000 (8,8%)     |
| 1x09 | 09      | El padre no se equivoca         | Father Knows Best         | 26 de novembre de 2006 | 24 de juliol de 2008 | 867.000 (6,6%)       |
| 1x10 | 10      | Irritación                      | Seeing Red                | 3 de desembre de 2006  | 24 de juliol de 2008 | 1.249.000 (13,4%)    |
| 1x11 | 11      | La verdad se sabrá              | Truth To Be Told          | 10 de desembre de 2006 | 31 de juliol de 2008 | 1.056.000 (8,0%)     |
| 1x12 | 12      | Nacido libre                    | Born Free                 | 17 de desembre de 2006 | 31 de juliol de 2008 | 985.000 (10,2%)      |

### Segona Temporada
| No.  | Prod. # | Títol en castellà               | Títol en anglès               | Emissió a Estats Units | Emisión a Espanya      | Audiències a Espanya |
| ---- | ------- | ------------------------------- | ----------------------------- | ---------------------- | ---------------------- | -------------------- |
| 2x01 | 13      | ¡Está vivo!                     | It's Alive                    | 30 de setembre de 2007 | 25 de setembre de 2008 | 747.000 (5,9%)       |
| 2x02 | 14      | Esperando exhalar               | Waiting to Exhale             | 7 d'octubre de 2007    | 25 de setembre de 2008 | 728.000 (12,4%)      |
| 2x03 | 15      | Una mentira incómoda            | An Inconvenient Lie           | 14 d'octubre de 2007   | 2 d'octubre de 2008    | 926.000 (6,6%)       |
| 2x04 | 16      | Transparente                    | See Through                   | 21 d'octubre de 2007   | 2 d'octubre de 2008    | 571.000 (12,2%)      |
| 2x05 | 17      | El oscuro defensor              | The Dark Defender             | 28 d'octubre de 2007   | 9 d'octubre de 2008    | 665.000 (9,0%)       |
| 2x06 | 18      | Dex, mentiras y cintas de vídeo | Dex, Lies, and Videotape      | 4 de novembre de 2007  | 9 d'octubre de 2008    | 428.000 (13,7%)      |
| 2x07 | 19      | Esa noche, un bosque creció     | That Night, A Forest Grew     | 11 de novembre de 2007 |                        |                      |
| 2x08 | 20      | La mañana llega                 | Morning Comes                 | 18 de novembre de 2007 |                        |                      |
| 2x09 | 21      | Resistirse es inútil            | Resistance is Futile          | 25 de novembre de 2007 |                        |                      |
| 2x10 | 22      | Algo pasa con Harry             | There's Something About Harry | 2 de desembre de 2007  |                        |                      |
| 2x11 | 23      | Gire a la izquierda             | Left Turn Ahead               | 9 de desembre de 2007  |                        |                      |
| 2x12 | 24      | La invasión británica           | The British Invasion          | 16 de desembre de 2007 |                        |                      |

### Tercera Temporada
| No.  | Prod. # | Títol en castellà  | Títol en anglès         | Emissió a Estats Units | Emissió a Espanya |
| ---- | ------- | ------------------ | ----------------------- | ---------------------- | ----------------- |
| 3x01 | 25      | Nuestro Padre      | Our Father              | 28 de setembre de 2008 |                   |
| 3x02 | 26      | Encontrar a Freebo | Finding Freebo          | 5 d'octubre de 2008    |                   |
| 3x03 | 27      |                    | The Lion Sleeps Tonight | 12 d'octubre de 2008   |                   |
| 3x04 | 28      |                    | All in the Family       | 19 d'octubre de 2008   |                   |
| 3x05 | 29      |                    | Turning Biminese        | 26 d'octubre de 2008   |                   |
| 3x06 | 30      |                    | Sì Se Puede             | 2 de novembre de 2008  |                   |
| 3x07 | 31      |                    | Easy as Pie             | 9 de novembre de 2008  |                   |
| 3x08 | 32      |                    | The Damage a Man Can Do | 16 de novembre de 2008 |                   |
| 3x09 | 33      |                    | About Last Night        | 23 de novembre de 2008 |                   |
| 3x10 | 34      |                    | Go Your Own Way         | 30 de novembre de 2008 |                   |
| 3x11 | 35      |                    | I Had a Dream           | 7 de desembre, 2008    |                   |
| 3x12 | 36      |                    | TBA                     | 14 de desembre, 2008   |                   |